# Уилям Робърт Броутън
Уилям Робърт Броутън (на английски: William Robert Broughton) е английски военноморски офицер и изследовател.

## Биография
Роден е на 22 май 1762 година в Глостършър, Англия, в семейството на Чарлз Броутън – търговец и съпругата му Ан Елизабет де Хертоге.
Като лейтенант и командир на кораба „Чатъм“ Броутън участва в експедицията на Джордж Ванкувър през 1791 – 1795. Самостоятелно от Ванкувър Броутън открива залива Брейк Саунд на югозападното крайбрежие на Южния остров на Нова Зеландия. На 23 ноември 1791, на юг от Нова Зеландия, на 48°01′ ю. ш. 166°29′ и. д. / 48.016667° ю. ш. 166.483333° и. д., открива о-вите Снерс, а на 29 ноември, на 43°54′ ю. ш. 176°29′ з. д. / 43.9° ю. ш. 176.483333° з. д., на изток от Нова Зеландия – о-вите Чатъм (963 км2).
През октомври 1792 на Броутън е възложено да изследва и картира долното течение на река Колумбия в днешните щати Вашингтон и Орегон, като на 30 октомври с лодки достига източно от днешния град Портланд.
В края на 1792 Джордж Ванкувър изпраща Броутън обратно в Англия за допълнителни инструкции относно продължаването на експедицията. След успешно извършената задача Броутън се завръща на западното крайбрежие на Северна Америка и отново се включва в експедицията.
След като приключва мисията си по западното крайбрежие Броутън отплава на запад, пресича Тихия океан и преди зимуването си в Макао през 1796 изследва крайбрежието на остров Хокайдо, малка част от Курилските о-ви и протока Лаперуз (между Сахалин и Хокайдо). След претърпяно корабокрушение край остров Окинава той закупува нов кораб в Макао и с него през 1797 – 1798 изследва и картира част от тихоокеанското крайбрежие на Азия и през февруари 1799 се прибира в Англия.
По-късно извършва картиране на бреговете на остров Ява.
Умира на 14 март 1821 година във Флоренция, Италия. Погребан е в английското гробище в Ливорно.

## Памет
Неговото име носят:
- връх на остров Броутън, от Курилските о-ви;
- залив (47°09′ с. ш. 152°14′ и. д. / 47.15° с. ш. 152.233333° и. д.) в северната част на остров Симушир, от Курилските о-ви;
- остров (46°43′ с. ш. 150°44′ и. д. / 46.716667° с. ш. 150.733333° и. д.) от Курилските о-ви.